# Autoaccelerazione
L'autoaccelerazione (conosciuta anche come effetto gel o effetto Trommsdorff-Norrish) è una condizione che si può verificare durante la polimerizzazione radicalica. È dovuto ad incrementi locali e statistici della viscosità, in grado di rallentare la fase di terminazione. La rimozione di ostacoli alla terminazione porta dunque ad un rapido aumento della velocità globale di reazione, con possibile perdita di controllo sulla reazione (runaway) e alterazione delle caratteristiche dei polimeri prodotti.
L'effetto gel è caratterizzato dalla crescita delle catene polimeriche, che arrivano ad avere un numero elevatissimo di unità ripetenti, che in questa condizione si assume pari a infinito. Il limite di condizioni oltre il quale si presenta l'effetto gel viene detto punto di gel.
Se l'effetto è molto pronunciato spesso si usa la dicitura effetto vetro.

## Contesto
A causa dell'effetto gel si ha un aumento improvviso della conversione e del peso molecolare del polimero: questo fenomeno è detto autoaccelerazione. Nel caso in cui il controllo della temperatura non sia adeguato la reazione può "auto-esaltarsi", in quanto il calore prodotto dalla reazione favorisce ulteriormente l'avanzare della reazione stessa. Si ha di conseguenza un aumento improvviso della temperatura del sistema che può portare a condizioni di runaway, ovvero di instabilità del sistema, con il rischio di danneggiamento o peggio esplosione del reattore chimico. Se invece il controllo della temperatura è adeguato (ovvero il calore della reazione viene smaltito in maniera efficace), l'autoaccelerazione può avvenire in condizioni di isotermicità, quindi senza rischio per le apparecchiature.
L'autoaccelerazione della velocità globale di una reazione di polimerizzazione radicalica si riscontra più spesso nelle polimerizzazioni in massa (cioè omogenee), mentre è meno evidente nelle polimerizzazioni eterogenee. La polimerizzazione del metilmetaacrilato, per esempio, devia fortemente dal meccanismo di reazione classico quando si arriva al 20% circa di conversione. In questa regione la conversione e la massa molecolare del polimero prodotto crescono rapidamente. Questo aumento di polimerizzazione di solito è accompagnato da un innalzamento significativo della temperatura se i sistemi di dissipazione del calore non sono adeguati.
Per evitare che si abbiano danni dovuti alla temperatura, sono state brevettate tecniche di polimerizzazione in sospensione, spesso utilizzate per realizzare macromolecole come quelle di polistirene. Le gocce disperse in acqua sono piccoli "recipienti" di reazione, ma la capacità termica dell'acqua riduce l'aumento di temperatura, moderando la reazione ed evitando esplosioni.

## Cause
Norrish, Smith e Trommsdorff, e in seguito Schultz e Harborth, hanno attribuito la causa del fenomeno di autoaccelerazione ad una diminuzione della velocità di reazione di terminazione (kt), che deriva dal fatto che all'aumentare della viscosità le catene polimeriche diffondono più lentamente nel mezzo che le circonda, per cui i radicali collidono tra di loro con minore frequenza. Essendo quindi ridotto il moto browniano delle macromolecole, queste continuano ad accrescersi costantemente consumando monomero (la cui diffusione, avendo il monomero un peso molecolare molto minore delle catene in accrescimento, è poco influenzata dall'aumento della viscosità), fino a raggiungere pesi molecolari elevatissimi. Allo stesso tempo aumenta la concentrazione di catene polimeriche attive (cioè che hanno funzione di radicale).

## Conseguenze
Con le collisioni di terminazione limitate, la concentrazione di catene in crescita attive e il simultaneo consumo di monomero crescono rapidamente. Assumendo di avere un'abbondanza di monomero non reagito, i cambiamenti di viscosità non sono sufficienti per impedire alle piccole molecole – come quelle di monomero – di muoversi liberamente. Per questo motivo la reazione di propagazione è relativamente insensibile a cambiamenti di viscosità. Questo implica inoltre che all'inizio dell'autoaccelerazione la velocità globale di reazione cresce proporzionalmente alla velocità di reazione normale secondo questa relazione:
{\displaystyle R_{p}=k_{p}\cdot [M]\left({\frac {f\cdot k_{d}\cdot [I]}{k_{t}}}\right)^{1/2}.}
Approssimativamente, mentre la terminazione viene progressivamente soppressa di un fattore 4, la reazione diventa il doppio più veloce. La diminuzione delle reazioni di terminazione, inoltre, consente alle catene radicaliche di aggiungere monomeri per un periodo più lungo del normale, aumentando il peso molecolare. Ad ogni modo, per grandi numeri di molecole, il peso molecolare medio aumenta solo di poco, con il risultato che la funzione di distribuzione della massa molecolare si allarga (aumenta l'indice di polidispersione).